# Albury Nord
Albury Nord (en anglais : North Albury) est une banlieue d'Albury en Australie, située dans la zone d'administration locale de la ville d'Albury, dans la région de la Riverina en Nouvelle-Galles du Sud.
Albury Nord se trouve au nord du centre d'Albury, au sud de Lavington, à l'ouest de Thurgoona et à l'est de Glenroy.
La population s'élevait à 6 058 habitants en 2016 et à 6 232 habitants en 2021.